# Nephthytis bintuluensis
Nephthytis bintuluensis là một loài thực vật có hoa trong họ Ráy (Araceae). Loài này được A.Hay, Bogner & P.C.Boyce mô tả khoa học đầu tiên năm 1994.